# 田中千春
田中 千春（たなか ちはる、1月23日 - ）は、フリーアナウンサー。元ミス府中。
2003年・2004年、フジテレビ系列で放送された「enjoy! Baseball」の他球場・メジャーリーグ情報を担当。2004年から「サッカーA代表戦」の大型ビジョンでのスタジアムリポーターを務めている。サッカー審判4級。その他にも、スポーツイベント、リサイタルのMC、ナレーションなども行う。2005年・2006年・2007年はフィギュアスケートのイベントなどのMCも担当している。